# Инсфран, Элихио
Элихио Антонио Инсфран Оруэ (исп. Eligio Antonio Insfrán Orué; род. 27 октября 1935, Асунсьон) — парагвайский футболист, нападающий.

## Карьера

### Клубная карьера
Во взрослом футболе дебютировал в парагвайском клубе «Гуарани» (Асунсьон), за который выступал на протяжении всей своей игровой карьеры.

### Карьера в сборной
В 1955 году дебютировал в официальных матчах в составе национальной сборной Парагвая.
В 1958 году был в составе сборной на чемпионате мира в Швеции, но на поле ни разу не выходил. Всего в составе сборной принял участие в 14 матчах, забив один гол.